# Гіллроуз (Колорадо)
Гіллроуз (англ. Hillrose) — місто (англ. town) в США, в окрузі Морган штату Колорадо. Населення — 312 особи (2020).

## Географія
Гіллроуз розташований за координатами 40°19′27″ пн. ш. 103°31′21″ зх. д. / 40.32417° пн. ш. 103.52250° зх. д. (40.324268, -103.522427).  За даними Бюро перепису населення США в 2010 році місто мало площу 0,56 км², уся площа — суходіл. В 2017 році площа становила 0,50 км², уся площа — суходіл.

### Клімат
| Клімат : Гіллроуз     | Клімат : Гіллроуз | Клімат : Гіллроуз | Клімат : Гіллроуз | Клімат : Гіллроуз | Клімат : Гіллроуз | Клімат : Гіллроуз | Клімат : Гіллроуз | Клімат : Гіллроуз | Клімат : Гіллроуз | Клімат : Гіллроуз | Клімат : Гіллроуз | Клімат : Гіллроуз | Клімат : Гіллроуз |
| Показник              | Січ.              | Лют.              | Бер.              | Квіт.             | Трав.             | Черв.             | Лип.              | Серп.             | Вер.              | Жовт.             | Лист.             | Груд.             | Рік               |
| Середній максимум, °C | 3,9               | 6,1               | 10,0              | 16,1              | 21,1              | 27,2              | 31,1              | 30,0              | 25,0              | 18,9              | 10,0              | 5,0               | 17,2              |
| Середній мінімум, °C  | −10,6             | −8,3              | −5                | 0,0               | 6,1               | 11,1              | 14,4              | 13,9              | 8,3               | 2,2               | −5                | −8,9              | 1,7               |
| Норма опадів, мм      | 10                | 10                | 25                | 36                | 81                | 66                | 74                | 48                | 30                | 23                | 15                | 10                | 424               |
| --------------------- | ----------------- | ----------------- | ----------------- | ----------------- | ----------------- | ----------------- | ----------------- | ----------------- | ----------------- | ----------------- | ----------------- | ----------------- | ----------------- |
| Джерело: Weatherbase  |                   |                   |                   |                   |                   |                   |                   |                   |                   |                   |                   |                   |                   |

## Демографія
Згідно з переписом 2010 року, у місті мешкали 264 особи в 105 домогосподарствах у складі 69 родин. Густота населення становила 467 осіб/км².  Було 124 помешкання (220/км²).
Расовий склад населення:
| - 83,7 % — білих - 0,8 % — корінних американців - 11,7 % — осіб інших рас |

До двох чи більше рас належало 3,8 %. Частка іспаномовних становила 22,3 % від усіх жителів.
За віковим діапазоном населення розподілялося таким чином: 26,9 % — особи молодші 18 років, 59,5 % — особи у віці 18—64 років, 13,6 % — особи у віці 65 років та старші. Медіана віку мешканця становила 40,0 року. На 100 осіб жіночої статі у місті припадало 103,1 чоловіків;  на 100 жінок у віці від 18 років та старших — 96,9 чоловіків також старших 18 років.
Середній дохід на одне домашнє господарство  становив 42 983 долари США (медіана — 33 750), а середній дохід на одну сім'ю — 51 539 доларів (медіана — 46 250). За межею бідності перебувало 21,9 % осіб, у тому числі 30,4 % дітей у віці до 18 років та 13,0 % осіб у віці 65 років та старших.
Цивільне працевлаштоване населення становило 119 осіб. Основні галузі зайнятості: виробництво — 20,2 %, будівництво — 16,0 %, освіта, охорона здоров'я та соціальна допомога — 14,3 %.